# Paracoptops isabellae
Paracoptops isabellae là một loài bọ cánh cứng trong họ Cerambycidae.